# Сільське господарство УРСР 1950—1975
Сільське господарство УРСР  у 20–90-х рр. ХХ ст. змінювалися не менше 4-х разів: в умовах непу; у 30-х − середині 50-х рр.; з другої половини 50-х −80-х рр.; з початку 90-х рр.

## Загальні уваги
Сільське господарство — друга після промисловості галузь виробництва в народному господарстві України; воно забезпечує населення харчовими продуктами, а промисловість — сировиною. За офіційними даними, сільське господарство у 1950—1975 роках давало 25% національного доходу УРСР, у дійсності — більше (за обрахунками, зробленими на Заході, — 39,7% у 1970). За обсягом продукції сільське господарство України в окремих галузях досягало світових масштабів: в УРСР продукувалось стільки зерна, як у Канаді, стільки кукурудзи, як у Франції, картоплі більше, ніж у Західній Німеччині, цукрового буряка найбільше у світі. Натомість Україна значно відставала за продукцією тваринництва та за врожайністю з гектара від країн Західної Європи як з природних причин, так і через нестачу капіталу, все ще низьку агротехніку та незадовільні стимули до праці в удержавленому й експлуатованому сільському господарстві.

## Астрокліматичні умови
Астрокліматичні умови розвитку сільського господарства на українських землях (включаючи Кубань) належать до найкращих у світі. Вони подібні до північно-середніх штатів США та південно-західних провінцій Канади і є найкращими в усьому СРСР. Рівнинна поверхня й відсутність великих масивів гір сприяє хліборобству, так що з придатної для сільського господарства землі було розорано понад 80%, більше ніж будь-де в СРСР.

## Доля сільськогосподарського виробництва УРСР до загальносоюзного
Частка території УРСР в СРСР становила лише 2,7%, тоді як сільськогосподарських угідь — 7,7%, а орної площі — 15,2%. За офіційними даними, 1974 року загальна частка продукції сільського господарства УРСР становила близько 24% від усього СРСР, тобто в три рази більше, ніж частка сільськогосподарських угідь (протягом останніх 20 pp. перед цим вона дещо зменшилася внаслідок розорювання цілинних земель на сході РРФСР та в Казахстані). 
Щодо окремих продуктів хліборобства, то частка УРСР в СРСР була ще вища: цукрового буряка — 61,5%, кукурудзи на зерно — 59,0%, соняшника — 44,2%, садовини — 34,5%, льону — 30,3%. городини — 28,5%, картоплі — 25,8%, пшениці — 24,0%. Частка українського тваринництва в СРСР була дещо меншою: продукції молока — 23,6%, м'яса — 22,8%, яєць — 21,8%, вовни — лише 6,0%. Частина продукції сільського господарства УРСР йшла на експорт. У 1960-их pp. Україна експортувала до інших республік СРСР та до Східної Європи в середньому близько 5% продукції свого сільського господарства й імпортувала близько 2% свого споживання. Важливість українського сільського господарства для СРСР дещо зменшилася. Протягом останніх 15 років перед цим СРСР став значним нетто імпортером зерна (2 — 4 млн. т. на рік з Америки й Канади) й м'яса (з Західної Європи, Австралії, Нової Зеландії), і цей стан мав тенденцію залишитися на довший час.

## Сільськогосподарські угіддя
Ґрунт є основним засобом виробництва у сільському господарстві. Його ужиток 1974 року виглядав так: з усіх сільськогосподарських угідь площею 42,8 млн га орні землі становили 34.2 млн га, сіножаті — 2,3 і пасовища — 5,0 млн га. З-поміж усіх сільськогосподарських угідь земля в користуванні усіх сільськогосподарських підприємств становила 42,2 млн га, державний запас (разом з лісовими господарствами) — 0,18 млн га, що вказує на те, що вільні землі в Україні були практично вичерпані. Зростання засівної площі з 31,3 млн га у 1940 до 33,4 млн га в 1973 стало можливим лише внаслідок скорочення площі чистих парів — з 3,9 до 1,1 млн га. Деяке розширення земельних угідь відбувалося шляхом меліорації неродючих земель: осушення боліт (з 1,0 до 1,6 млн га між 1963 і 1974), зрошування сухих земель, хоч ці заходи дуже дорого коштували. Чорнозем, що досі був основним земельним ресурсом, вичерпував свої сили і потребував хімічного угноєння навіть під зернові культури в Степу. На 1 га посівної площі 1964 року було внесено в ґрунт 22 кг мінеральних поживних речовин, у 1972 — 92 кг. Але й цього було недостатньо. Довготривала глибока оранка чорноземів призвела була до спорошення поверхні. Періодичні посухи призводили до видування верхнього шару землі (т. зв. «чорні бурі»). У південному Степу посухи (зокрема весняні «суховії»), трапляються 5 — 6 разів на 10 pp., a в усій Україні — в середньому кожні 4 роки. (див. діаграму врожаїв зерна). Спроби перешкодити суховіям масовими лісонасадженнями в 1948 — 52 не вдалися. Натомість повільно розвивалось в Степу будівництво каналів, хоча без дорогих дренажних систем зрошування це призводило до утворення солончаків.

## Формування, руйнування та зміни в земельних ресурсах
Чималі втрати родючих земель виникають унаслідок розростання промисловості (зокрема гірництва), будівництва гребель для гідростанцій, шляхів та розвитку міст. Тому що земля не продасться й не купується, бо вся вона належить державі, цін на землю немає. Її просто відбирають від сільського господарства і передають іншим споживачам. До того часу не існувало ще земельного кадастру, що оцінював би порівняльну вартість землі. Якісна оцінка земель (бонітування) також була лише в експериментальному стані. Це все перешкоджало раціональному використанню земель, робило належну спеціалізацію їх використання неможливою.
Див. також: Таблиця:Земельні ресурси України та їх структура

## Робоча сила в сільському господарстві
Робочу силу в сільському господарстві України оцінювали 1973 року у 8 млн осіб, у тому ч. 5,13 млн працювали в колгоспах, 1,08 у радгоспах і 1,79 млн на присадибних ділянках; у висліді міґрації (особливо молоді) до міст і за межі УРСР вона зменшувалася між 1959 і 1974 в сер. на 250 — 275000 осіб за рік.
Тоді на 100 га сільсько-господарських угідь припадало 18,7 працівника, один працівник обробляв 5,34 га землі (в США — 99,5 га). Продуктивність праці, хоч і зростала, але все ще була через нестачу знарядь механізації, капіталовкладень та відносне аґрарне перенаселення на Правобережжі й на Західній Україні занадто низькою. В Степу й на Лівобережжі натомість відчувалась деяка нестача робочої сили, особливо під час жнив. Сезонність праці призводила до того, що в середньому по Україні колгоспник працював лише 203 дні (у 1970), в радгоспах — 275 днів. З сезонністю й безробіттям поступово боролися будівництвом міжколгоспних, колгоспно-радгоснних та радгоспно-промислових підприємств для переробки сільськогосподарської сировини (консервування овочів, виробництво цегли тощо). Таку аґрарну політику запровадили були з 1956, і розвиток її до 1975 року прискорювався, хоч їй і бракувало капіталу. Переважна більшість робочої сили в сільському господарстві й далі була некваліфікованою: 1974 у колгоспах нараховувалося лише 458 200 трактористів і комбайнерів та 199700 шоферів; у радгоспах відповідно: 112400 і 66400 (на 1974 рік існувало 7 983 колгоспи, 1 674 радгоспи і 2 167 інших державних та кооперативних сільсько-господарських підприємств).

## Капітал
Капітал. Основні виробничі Фонди (будівлі, машини, устаткування, худоба, лісонасадження, шляхи, канали тощо) у сільському господарстві України зростали дещо швидше, ніж в інших галузях народного господарства. За відновною вартістю (в млн карб. на кінець року) вони становили:
| ×        | 1950 | 1965  | 1973  |
| -------- | ---- | ----- | ----- |
| Колгоспи | 4950 | 7760  | 16888 |
| Радгоспи | 1220 | 2 567 | 5 760 |

Всі капітальні вкладення в С. г. (в порівняльних цінах) зростали в середньому на рік так:
| Роки    | млн карб. | у % до всіх капіталовкладень у народне господарство |
| 1946-50 | 189       | 10                                                  |
| 1951-55 | 465       | 15                                                  |
| 1956-60 | 906       | 16                                                  |
| 1961-65 | 1407      | 17                                                  |
| 1966-70 | 2106      | 18                                                  |
| 1971-75 | 3 328     | 21                                                  |

Відбувалось, отже, деяке перенесення капіталовкладень з інших галузей народного господарства (головне з будівництва) до сільського господарства. За винятком бавовни в Середній Азії та цитрусових на Закавказзі, капіталовкладення в сільське господарство України були найефективнішими як порівняти з усім СРСР. Проте, частка УРСР у капіталовкладеннях в сільське господарство СРСР. становила лише 17,2% (за 1966 — 73), тобто Україні капіталу не додавали.
Продуктивність (фондовіддача) капіталовкладень в С. г. була дещо вищою, ніж у промисловості, але з часом знижувалася (між 1961–1963 і 1971–1973 — на 42%). Отже, щоб піднімати продуктивність с. г. було потрібно вкладати щораз більше й більше капіталу. Близько третини нових капіталовкладень йшли на придбання тракторів та інших с.-г. машин (хоча близько 40% з цього числа йшло на заміну зужитих машин новими). Середня норма амортизації (8,5% на рік) була занизькою.
Парк машин в С. г. УРСР зростав так (у тис. на кінець року):
| ×    | Трактори | Зернові комбайни | Вантажні авта |
| 1940 | 94,6     | 33,4             | 54,9          |
| 1945 | 54,1     | 15,4             | 8,9           |
| 1950 | 98,4     | 31,9             | 65,9          |
| 1955 | 136,4    | 50,7             | 102,3         |
| 1960 | 182,4    | 64,8             | 141,1         |
| 1965 | 257,0    | 56,9             | 198,9         |
| 1970 | 317,2    | 81,2             | 244,2         |
| 1973 | 349,2    | 79,7             | 264,0         |
| 1974 | 359,6    | 81,9             | 271,6         |

Для порівняння: в США 1969 року на 100 га посівів припадало три трактори (без городніх); в УРСР у 1960 — 0,5, 1974 року — один трактор. Зокрема бракувало в Україні малих тракторів (усі трактори занадто важкі). Механізованим на 100% у 1973 у колгоспах і радгоспах було лише збирання зерна; цукрових буряків на 84,5%, картоплі — 87,5% (вантаження — 52,5%), городини — 9,3%, стогування сіна — 64,8%, доїння корів — 74,9%, роздача кормів худобі — 25,4%, чистка приміщень від гною — 60,7%. Решту роблено руками. Тоді (та й досі) було ще багато коней, зокрема у місцевому транспорті.

## Продуктивність сільського господарства
Продуктивність сільського господарства України перевищила довоєнний рівень і почала помітно зростати в кінці 50-х pp. Валовий урожай й врожайність з 1 га почали зростати з поширенням застосування хімічних добрив, піднесенням механізації, збільшенням відгодівлі худоби і заміною ярої пшениці, жита, вівса й проса урожайнішими озимою пшеницею й кукурудзою.
Виробництво зерна на душу населення (кг в сер. на рік) видно з таблиці.
| 1940    | 647  |
| 1946-50 | 471  |
| 1951-55 | 591  |
| 1956-60 | 577  |
| 1961-65 | 664  |
| 1966-70 | 681  |
| 1971    | 826  |
| 1972    | 678  |
| 1973    | 1001 |
| 1974    | 941  |
| 1975    | 688  |

1975 року знов був великий неврожай. Загалом зерна вистачало для людей і трохи на експорт, але для відгодівлі худоби, щоб підвищити споживання м'яса, його ще не вистачало (в США 65% продукції всього зерна з'їдає худоба). Забезпечення населення хлібом у роки меншої врожайності ускладнював брак відповідних сховищ для зерна в роки багатого збору. Зростанню споживання городини й картоплі стояла на перешкоді нестача робітників для плекання цих інтенсивних культур, при одночасній їх слабкій механізації й забезпеченні добривами, а крім того, незадовільному їх зберіганні взимку. У неврожайні роки помітно збільшувався забій худоби. Ця проблема була тоді властивою для всього с. г. СРСР і примушувала уряд регулярно імпортувати частину кормів для худоби (кормове зерно) із США, Канади й ін. країн. Поліпшення рівня й структури споживання залежало тоді, головним чином, від інтенсифікації сільського господарства, збільшення капіталовкладень та хім. добрив.

## Заготівлі
Відсоток продукції с. г. України, закуповуваної державою в примусовому порядку для перепродажу харчовій промисловості та населенню міст, видно з наведеної табл. (решта від 100% залишається в диспозиції сільського населення, колгоспів і радгоспів, включно з насінням та кормами для худоби). За винятком зерна й цукрового буряка, частка державних заготівель до 75 року помітно зростала, попри зростання продукції. Це зокрема вказує на тодішнє зменшення значення присадибного господарства та «колгоспних ринків».
| ×                                                                          | 1940   | 1946 — 50 | 1951 — 55 | 1956 — 60 | 1961 — 65 | 1966 — 70 | 1971 — 74 |
| Зерно                                                                      |        |           |           |           |           |           |           |
| 1.                                                                         | 12,4   | 8,3       | 11,6      | 15,2      | 17,5      | 21,4      | 25,7      |
| 2.                                                                         | 26 420 | 16 908    | 23 328    | 23 936    | 29 348    | 33 362    | 41 568    |
| 3.                                                                         | 34,5   | 47,7      | 39,2      | 29,0      | 37,5      | 33,3      | 33,6      |
| Цукрові буряки                                                             |        |           |           |           |           |           |           |
| 1.                                                                         | 159    | 115       | 176       | 210       | 199       | 267       | 279       |
| 2.                                                                         | 13 052 | 8 776     | 16884     | 28221     | 34130     | 46731     | 47549     |
| 3. 97,1                                                                    | 94,1   | 98,9      | 95,1      | 94,3      | 91,7      | 88,3      |           |
| Соняшник                                                                   |        |           |           |           |           |           |           |
| 1.                                                                         | 13,1   | 6,4       | 10,1      | 11,2      | 13,8      | 16,4      | 16,2      |
| 2.                                                                         | 946    | 610       | 892       | 1431      | 2287      | 2830      | 2793      |
| 3.                                                                         | 51,4   | 62,6      | 60,5      | 51,9      | 60,9      | 70,0      | 76,2      |
| Картопля                                                                   |        |           |           |           |           |           |           |
| 1.                                                                         | 101    | 99        | 79        | 93        | 88        | 100       | 116       |
| 2.                                                                         | 20 664 | 17 930    | 16067     | 21110     | 18446     | 20294     | 22140     |
| 3.                                                                         | 8,8    | 6,3       | 6,9       | 7,1       | 8,2       | 8,8       | 11,4      |
| Городина                                                                   |        |           |           |           |           |           |           |
| 1.                                                                         | 113    | 80        | 94        | 105       | 119       | 130       |           |
| 2.                                                                         | 5486   | 2853      | 3241      | 4432      | 4994      | 5585      | 6581      |
| 3.                                                                         | 24,2   | 20,3      | 30,3      | 34,0      | 45,3      | 55,0      | 60,3      |
| Худоба і птиця на м'ясо (в живій вазі)                                     |        |           |           |           |           |           |           |
| 2.                                                                         | 1650   | 1159      | 2053      | 2958      | 3298      | 4008      | 4743      |
| 3.                                                                         | 31,3   | 26,4      | 36,7      | 45,2      | 53,1      | 61,1      | 68,0      |
| Молоко                                                                     |        |           |           |           |           |           |           |
| 1а*                                                                        | 1473   |           |           | 2056      | 1720      | 2219      | 2437      |
| 2.                                                                         | 7 114  | 5 868     | 8 014     | 13 506    | 14 525    | 17 937    | 20 157    |
| 3. 14,1                                                                    | 18,2   | 29,7      | 39,7      | 49,4      | 55,1      | 60,3      |           |
| Яйця                                                                       |        |           |           |           |           |           |           |
| 1а**                                                                       |        |           |           | 91        | 141       | 173       |           |
| 2.***                                                                      | 3273   | 1853      | 4022      | 6136      | 7237      | 8293      | 10903     |
| 3.                                                                         | 31,7   | 20,7      | 20,0      | 21,9      | 29,6      | 38,6      | 49,5      |
| 1а* — Сер. удій молока від однієї корови у колгоспах і радгоспах у літрах. |        |           |           |           |           |           |           |
| 1а** — Середньорічна несучість курей у колгоспах та радгоспах у штуках.    |        |           |           |           |           |           |           |
| 2*** — Млн штук.                                                           |        |           |           |           |           |           |           |

Після смерті Сталіна заготівельні ціни кілька разів підвищувались (наприклад, на зерно разом підвищено майже у 8 разів). Унаслідок цього, попри зростання частки державних заготівель у продукції, держ.-монополістична експлуатація С. г. помітно зменшилася, а з 1970-их pp. держава почасти навіть субсидіювала тваринництво. Це забезпечило зростання продуктивності С. г. та зростання доходів селян. Значний тягар податку з обороту перенесено з С. г. на товари народного споживання. У 1960-их pp. загалом по СРСР с.-г. заготівлі давали лише 10 — 12% всієї суми цього податку. В Україні, мабуть, більше, бо заготівельні ціни в УРСР були нижчими, ніж в РРФСР. Так, 1967 року в головних галузях заготівельні ціни в колгоспах і госпрозрахункових радгоспах (у карб. за т) були такі:
| ×                      | УРСР | РРФСР |
| Пшениця й жито         | 76   | 130   |
| Рогата худоба на м'ясо | 810  | 910   |
| Свині                  | 950  | 1040  |
| Молоко                 | 155  | 166   |

## Оплата праці й кошти виробництва
Оплата праці й кошти виробництва в С. г. УРСР були на 12% нижчі, ніж в РРФСР. Через те що норми заготівель і перепродажні ціни для харчової промисловості в УРСР і РРФСР були приблизно рівними, до державного бюджету СРСР з України відходила не лише абсолютна, а й диференціальна рента. З другого боку, через те що державні капіталовкладення на одиницю с.-г. продукції були меншими, ніж в РРФСР, ця рента Україні не поверталася. Проте, до 1975 року вона вже була не такою великою, як перед 1960-ими pp.